# خاویر رامیرس
خاویر رامیرس (اسپانیایی: Javier Ramírez‎؛ زادهٔ ۱۴ مارس ۱۹۷۸ ‏(۴۶ سال)) دوچرخه‌سوار اهل اسپانیا است. وی در مسابقات جیرو دیتالیا شرکت کرده است.